# Corgnac-sur-l'Isle
Pour les articles homonymes, voir l'Isle.
Corgnac-sur-l'Isle est une commune française située dans le département de la Dordogne, en région Nouvelle-Aquitaine.

## Géographie

### Généralités
Dans le quart nord-est du département de la Dordogne, en Périgord central, la commune de Corgnac-sur-l'Isle est arrosée par l'Isle. C'est une commune rurale qui fait partie de l'aire d'attraction de Thiviers.
Bordé par l'Isle et traversé par la route départementale (RD) 76, le bourg de Corgnac se situe, en distances orthodromiques, cinq kilomètres au sud-est du centre-ville de Thiviers et neuf kilomutres au nord-ouest d'Excideuil.
Entre Eyzerac et Vaunac, le sentier de grande randonnée GR 654 fait une petite incursion de deux kilomètres dans l'ouest du territoire communal.
Passant par Corgnac, sur l'ancienne ligne ferroviaire de Thiviers à Saint-Aulaire, un vélorail circule entre Excideuil et Thiviers.

### Communes limitrophes
Corgnac-sur-l'Isle est limitrophe de huit autres communes. À l'est, le territoire de Saint-Germain-des-Prés est distant d'environ 160 mètres.
| Thiviers        | Nantheuil            | Nanthiat                  |
| Eyzerac, Vaunac | Corgnac-sur-l'Isle   | Saint-Sulpice-d'Excideuil |
| Négrondes       | Saint-Jory-las-Bloux |                           |

### Géologie et relief

#### Géologie
Situé sur la plaque nord du Bassin aquitain et bordé à son extrémité nord-est par une frange du Massif central, le département de la Dordogne présente une grande diversité géologique. Les terrains sont disposés en profondeur en strates régulières, témoins d'une sédimentation sur cette ancienne plate-forme marine. Le département peut ainsi être découpé sur le plan géologique en quatre gradins différenciés selon leur âge géologique. Corgnac-sur-l'Isle est située dans le deuxième gradin à partir du nord-est, un plateau formé de roches calcaires très dures du Jurassique que la mer a déposées par sédimentation chimique carbonatée, en bancs épais et massifs.
Elle est dans le causse de Savignac, qui, avec le causse de Cubjac et le causse de Thenon, forme un ensemble de collines karstifiées dans les calcaires liasiques et jurassiques à l'est de Périgueux jusqu'à Excideuil et Thenon, d'environ 30 km N-S et 15 km O-E, coupé par les vallées de l'Isle, de l'Auvézère et de la Loue.
Les couches affleurantes sur le territoire communal sont constituées de formations superficielles du Quaternaire et de roches sédimentaires datant pour certaines du Cénozoïque, et pour d'autres du Mésozoïque et du Paléozoïque, ainsi que de roches métamorphiques. La formation la plus ancienne, notée δψ, fait partie de l'Unité supérieure des gneiss (USG) et est composée d'éclogites et amphibolites dérivées, en petits corps ou bancs minces (Cambrien à Silurien). La formation la plus récente, notée CFp, fait partie des formations superficielles de type colluvions indifférenciées de versant, de vallon et plateaux issues d'alluvions, molasses, altérites. Le descriptif de ces couches est détaillé dans les feuilles « no 735 - Thiviers » et « no 759 - Périgueux (est) » de la carte géologique au 1/50 000 de la France métropolitaine, et leurs notices associées,.

Carte géologique de Corgnac-sur-l'Isle.

#### Relief et paysages
Le département de la Dordogne se présente comme un vaste plateau incliné du nord-est (491 m, à la forêt de Vieillecour dans le Nontronnais, à Saint-Pierre-de-Frugie) au sud-ouest (2 m à Lamothe-Montravel). L'altitude du territoire communal varie quant à elle entre 128 m et 255 m,.
Dans le cadre de la Convention européenne du paysage entrée en vigueur en France le 1er juillet 2006, renforcée par la loi du 8 août 2016 pour la reconquête de la biodiversité, de la nature et des paysages, un atlas des paysages de la Dordogne a été élaboré sous maîtrise d’ouvrage de l’État et publié en octobre 2020. Les paysages du département s'organisent en huit unités paysagères et 14 sous-unités. La commune fait partie du Périgord central, un paysage vallonné, aux horizons limités par de nombreux bois, plus ou moins denses, parsemés de prairies et de petits champs.
La superficie cadastrale de la commune publiée par l'Insee, qui sert de référence dans toutes les statistiques, est de 20,61 km2,,. La superficie géographique, issue de la BD Topo, composante du Référentiel à grande échelle produit par l'IGN, est quant à elle de 21,6 km2.

### Hydrographie

#### Réseau hydrographique

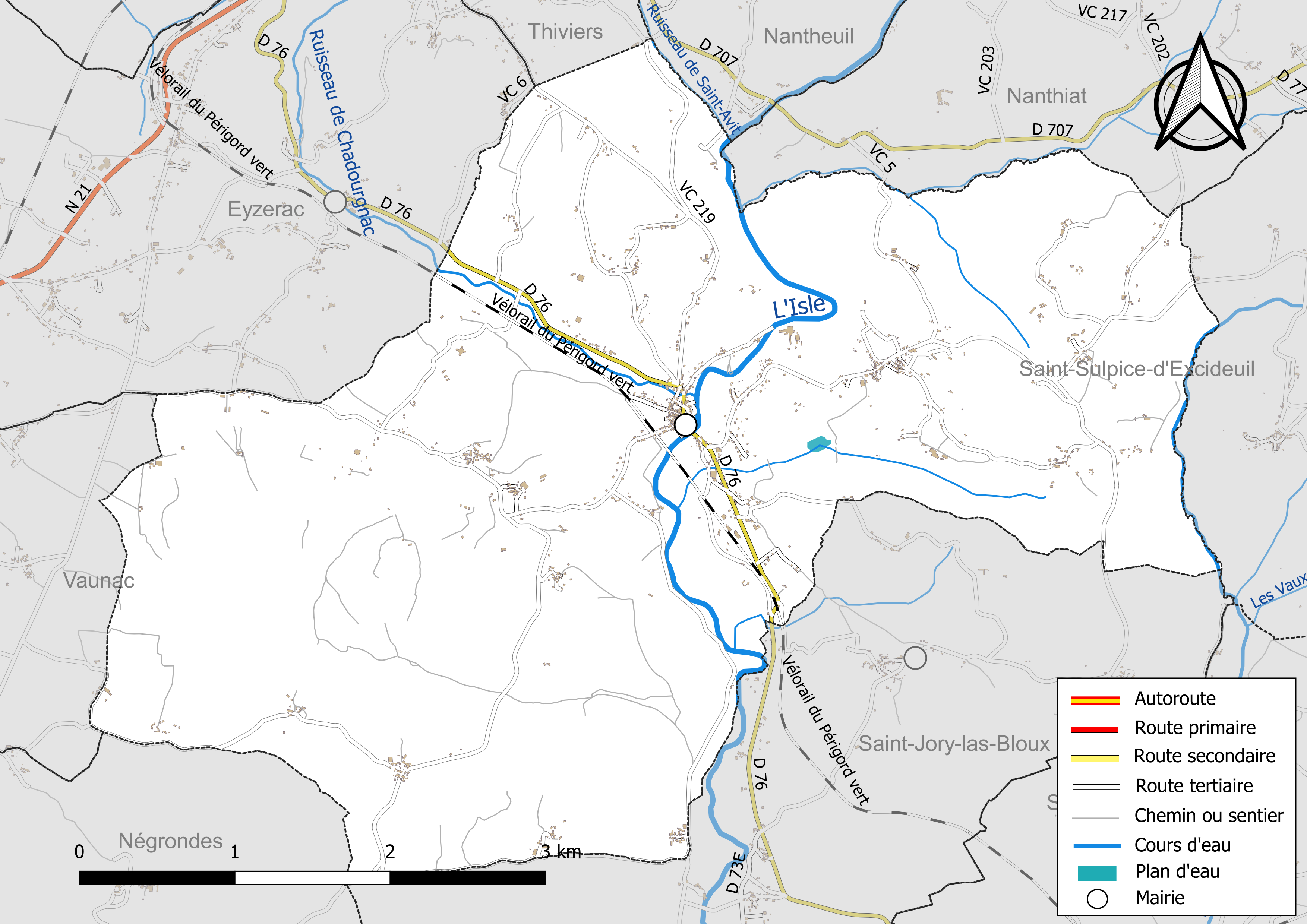
Réseaux hydrographique et routier de Corgnac-sur-l'Isle.

La commune est située dans le bassin de la Dordogne au sein du Bassin Adour-Garonne. Elle est drainée par l'Isle, le Ravillou, le ruisseau de Chadourgnac, le ruisseau de Saint-Avit et par divers petits cours d'eau, qui constituent un réseau hydrographique de 20 km de longueur totale,.
L'Isle, d'une longueur totale de 255,29 km, prend sa source dans la Haute-Vienne dans la commune de Janailhac et se jette dans la Dordogne — dont elle est le principal affluent — en rive droite face à Arveyres, en limite de Fronsac et de Libourne,. Elle arrose le territoire communal du nord au sud-est sur cinq kilomètres et demi, passant par la bourg de Corgnac-sur-l'Isle et servant de limite naturelle sur 900 mètres en deux tronçons, face à Nanthiat et Saint-Jory-las-Bloux.
Le Ravillou, d'une longueur totale de 13,13 km, prend sa source dans la commune de Dussac et se jette dans la Loue en rive droite, en limite de Coulaures et Saint-Pantaly-d'Excideuil. Il marque la limite à l'est sur 1,8 kilomètre, face à Saint-Sulpice-d'Excideuil.
Deux affluents de rive droite de l'Isle arrosent le territoire communal : le ruisseau de Chadourgnac sur deux kilomètres et le ruisseau de Saint-Avit qui borde la commune au nord sur 850 mètres face à Nantheuil.

#### Gestion et qualité des eaux
Le territoire communal est couvert par le schéma d'aménagement et de gestion des eaux (SAGE) « Isle - Dronne ». Ce document de planification, dont le territoire regroupe les bassins versants de l'Isle et de la Dronne, d'une superficie de 7 500 km2, a été approuvé le 2 août 2021. La structure porteuse de l'élaboration et de la mise en œuvre est l'établissement public territorial de bassin de la Dordogne (EPIDOR). Il définit sur son territoire les objectifs généraux d’utilisation, de mise en valeur et de protection quantitative et qualitative des ressources en eau superficielle et souterraine, en respect des objectifs de qualité définis dans le troisième SDAGE du Bassin Adour-Garonne qui couvre la période 2022-2027, approuvé le 10 mars 2022.
La qualité des eaux de baignade et des cours d’eau peut être consultée sur un site dédié géré par les agences de l’eau et l’Agence française pour la biodiversité.

### Climat
Pour des articles plus généraux, voir Climat de la Nouvelle-Aquitaine et Climat de la Dordogne.
Historiquement, la commune est exposée à un climat océanique aquitain.  
En 2020, Météo-France publie une typologie des climats de la France métropolitaine dans laquelle la commune est exposée à un climat océanique altéré et est dans la région climatique  Ouest et nord-ouest du Massif Central, caractérisée par une pluviométrie annuelle de 900 à 1 500 mm, maximale en automne et en hiver.
Pour la période 1971-2000, la température annuelle moyenne est de 11,8 °C, avec  une amplitude thermique annuelle de 15,3 °C. Le cumul annuel moyen de précipitations est de 1 018 mm, avec 12,8 jours de précipitations en janvier et 7,6 jours en juillet. Pour la période 1991-2020, la température moyenne annuelle observée sur la station météorologique la plus proche, située sur la commune de La Coquille à 18 km à vol d'oiseau, est de 12,1 °C et le cumul annuel moyen de précipitations est de 1 178,8 mm,. Pour l'avenir, les paramètres climatiques de la commune estimés pour 2050 selon différents scénarios d’émission de gaz à effet de serre sont consultables sur un site dédié publié par Météo-France en novembre 2022.

### Milieux naturels et biodiversité

#### Espaces protégés
La protection réglementaire est le mode d’intervention le plus fort pour préserver des espaces naturels remarquables et leur biodiversité associée,.
La commune fait partie du bassin de la Dordogne, un territoire d'une superficie de 24 000 km2 reconnu réserve de biosphère par l'UNESCO en juillet 2012 et se situe à la fois dans sa « zone tampon » et dans sa « zone de transition ».

#### Réseau Natura 2000
Le réseau Natura 2000 est un réseau écologique européen de sites naturels d'intérêt écologique élaboré à partir des directives habitats et oiseaux, constitué de zones spéciales de conservation (ZSC) et de zones de protection spéciale (ZPS).
Aucun site Natura 2000 n'a été défini sur la commune.

#### Zones naturelles d'intérêt écologique, faunistique et floristique
L'inventaire des zones naturelles d'intérêt écologique, faunistique et floristique (ZNIEFF) a pour objectif de réaliser une couverture des zones les plus intéressantes sur le plan écologique, essentiellement dans la perspective d’améliorer la connaissance du patrimoine naturel national et de fournir aux différents décideurs un outil d’aide à la prise en compte de l’environnement dans l’aménagement du territoire.
En 2022, deux ZNIEFF sont recensées sur la commune d’après l'INPN :
- une ZNIEFF de type 2[Note 4], la « vallée de l'Isle en amont de Périgueux, gorges de l'Isle et de ses affluents, landes du Jumilhacois », qui concerne la vallée de l'Isle à l'amont du bourg de Corgnac, incluant la partie aval de son affluent, le ruisseau de Saint-Avit, sur ses 500 derniers mètres[36] ;
- une autre ZNIEFF de type 2 : le « causse de Savignac », est une zone calcaire boisée qui concerne les coteaux en rive droite de l'Isle, sur huit communes, depuis Sarliac-sur-l'Isle au sud-ouest jusqu'à Négrondes au nord[37]. Cependant, comme le montre la carte du site, Corgnac-sur-l'Isle n'en fait pas partie, car sa limite communale sud est distante de près d'un kilomètre du point le plus septentrional de la ZNIEFF.

## Urbanisme

### Typologie
Au 1er janvier 2024, Corgnac-sur-l'Isle est catégorisée commune rurale à habitat dispersé, selon la nouvelle grille communale de densité à 7 niveaux définie par l'Insee en 2022.
Elle est située hors unité urbaine. Par ailleurs la commune fait partie de l'aire d'attraction de Thiviers, dont elle est une commune de la couronne,. Cette aire, qui regroupe 10 communes, est catégorisée dans les aires de moins de 50 000 habitants,.

### Occupation des sols
L'occupation des sols de la commune, telle qu'elle ressort de la base de données européenne d’occupation biophysique des sols Corine Land Cover (CLC), est marquée par l'importance des territoires agricoles (59 % en 2018), une proportion sensiblement équivalente à celle de 1990 (59,2 %). La répartition détaillée en 2018 est la suivante :
zones agricoles hétérogènes (47,7 %), forêts (38,9 %), prairies (11,1 %), zones urbanisées (2,1 %), terres arables (0,1 %). L'évolution de l’occupation des sols de la commune et de ses infrastructures peut être observée sur les différentes représentations cartographiques du territoire : la carte de Cassini (XVIIIe siècle), la carte d'état-major (1820-1866) et les cartes ou photos aériennes de l'IGN pour la période actuelle (1950 à aujourd'hui).

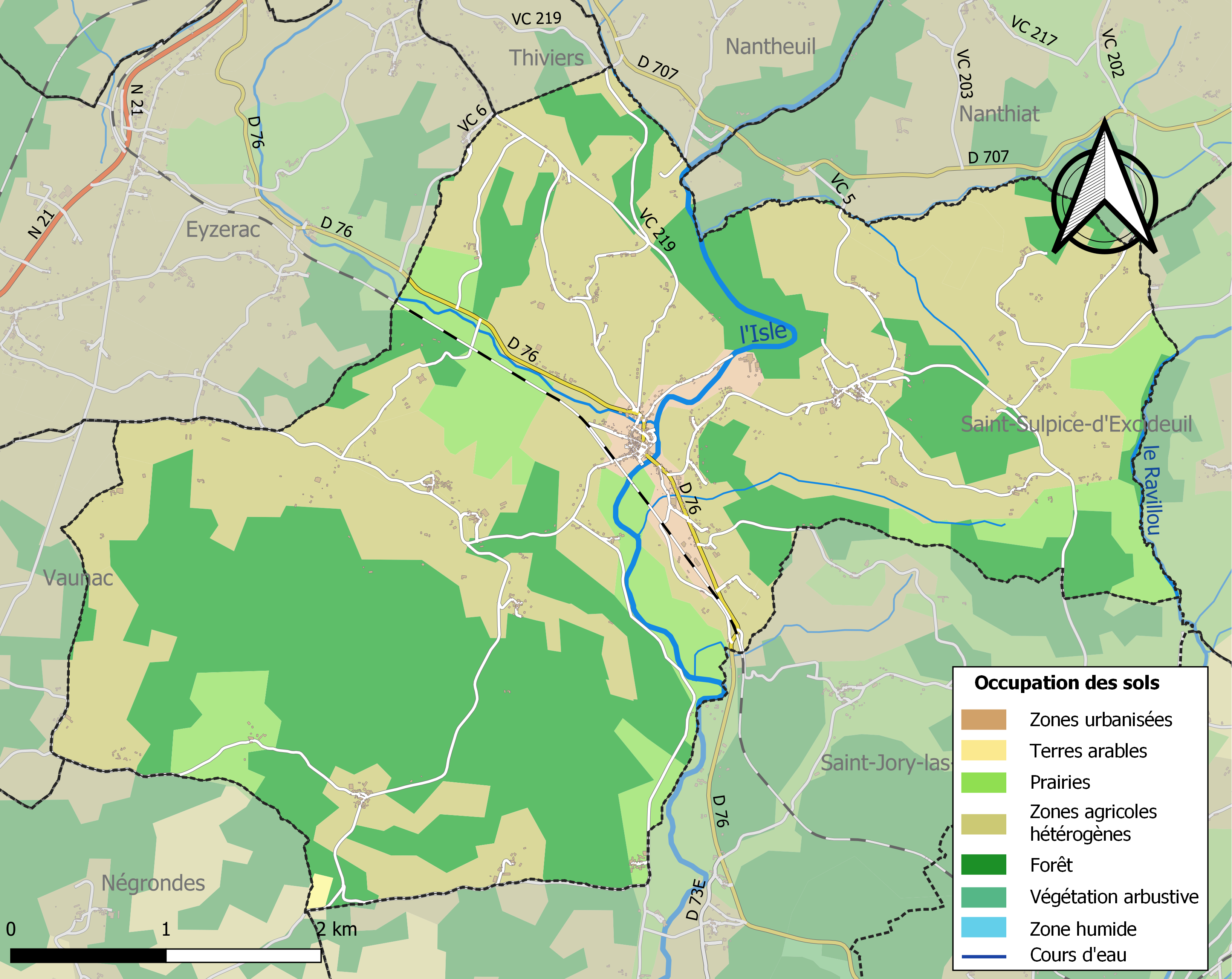
Carte des infrastructures et de l'occupation des sols de la commune en 2018 (CLC).

### Prévention des risques
Le territoire de la commune de Corgnac-sur-l'Isle est vulnérable à différents aléas naturels : météorologiques (tempête, orage, neige, grand froid, canicule ou sécheresse), inondations, feux de forêts, mouvements de terrains et séisme (sismicité très faible). Il est également exposé à un risque particulier : le risque de radon. Un site publié par le BRGM permet d'évaluer simplement et rapidement les risques d'un bien localisé soit par son adresse soit par le numéro de sa parcelle.

#### Risques naturels
Certaines parties du territoire communal sont susceptibles d’être affectées par le risque d’inondation par débordement de cours d'eau, notamment l'Isle et le Ravillou. La commune a été reconnue en état de catastrophe naturelle au titre des dommages causés par les inondations et coulées de boue survenues en 1982, 1993, 1999, 2007 et 2008,.
Corgnac-sur-l'Isle est exposée au risque de feu de forêt. L’arrêté préfectoral du 14 mars 2013 fixe les conditions de pratique des incinérations et de brûlage dans un objectif de réduire le risque de départs d’incendie. À ce titre, des périodes sont déterminées : interdiction totale du 15 février au 15 mai et du 15 juin au 15 octobre, utilisation réglementée du 16 mai au 14 juin et du 16 octobre au 14 février. En septembre 2020, un plan inter-départemental de protection des forêts contre les incendies (PidPFCI) a été adopté pour la période 2019-2029,.

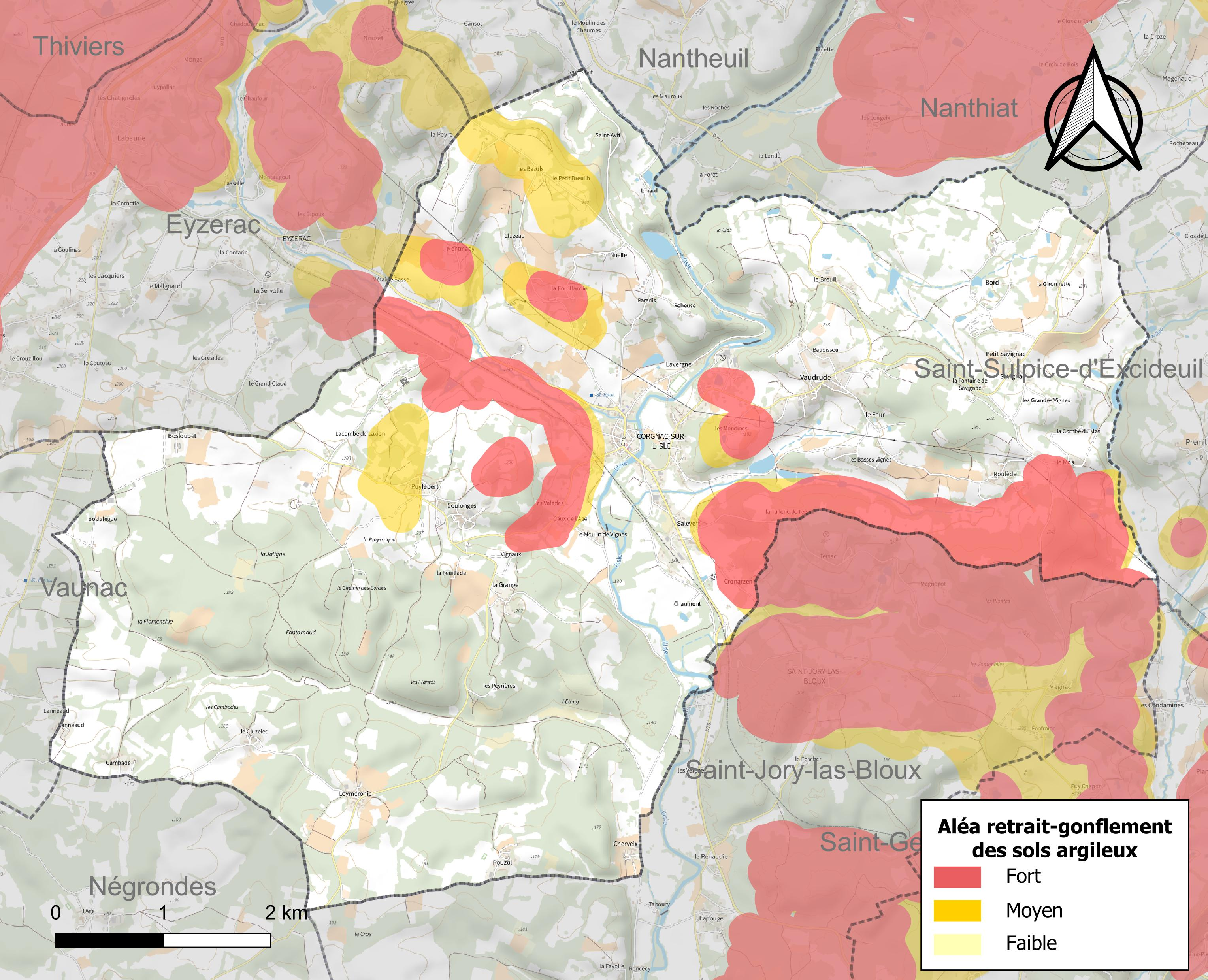
Carte des zones d'aléa retrait-gonflement des sols argileux de Corgnac-sur-l'Isle.

Les mouvements de terrains susceptibles de se produire sur la commune sont des tassements différentiels. Le retrait-gonflement des sols argileux est susceptible d'engendrer des dommages importants aux bâtiments en cas d’alternance de périodes de sécheresse et de pluie. 16,9 % de la superficie communale est en aléa moyen ou fort (58,6 % au niveau départemental et 48,5 % au niveau national métropolitain). Depuis le 1er octobre 2020, en application de la loi ÉLAN, différentes contraintes s'imposent aux vendeurs, maîtres d'ouvrages ou constructeurs de biens situés dans une zone classée en aléa moyen ou fort,.
La commune a été reconnue en état de catastrophe naturelle au titre des dommages causés par la sécheresse en 1989, 2003 et 2017 et par des mouvements de terrain en 1999.

#### Risque particulier
Dans plusieurs parties du territoire national, le radon, accumulé dans certains logements ou autres locaux, peut constituer une source significative d’exposition de la population aux rayonnements ionisants. Selon la classification de 2018, la commune de Corgnac-sur-l'Isle est classée en zone 3, à savoir zone à potentiel radon significatif.

## Toponymie
En occitan, la commune porte le nom de Cornhac d'Eila.

## Histoire
En 1186, après avoir assiégé vainement le château d'Excideuil, Richard Cœur de Lion se rabattit sur la contrée de Corgnac et y exerça de grands ravages.
Au XVIe siècle, la justice de Corgnac avait le titre de prévôté.
En 1906, la commune de Corgnac prend le nom de Corgnac-sur-l'Isle.
En 1943, l'école des cadres du groupement 28 des Chantiers de la jeunesse s'installe au château de Laxion.

## Politique et administration

### Rattachements administratifs
La commune de Corgnac-sur-l'Isle (appelée « Corgnac » à l'époque) est rattachée, dès 1790, au canton de Thiviers qui dépendait du district d'Excideuil. En 1800, les districts sont supprimés. Le canton est alors rattaché à l'arrondissement de Nontron.

### Intercommunalité
Au 1er janvier 2002, Corgnac-sur-l'Isle intègre dès sa création la communauté de communes du Pays thibérien. Au 1er janvier 2017, celle-ci est dissoute et ses communes — hormis Sorges et Ligueux en Périgord — rejoignent la communauté de communes des Marches du Périg'Or Limousin Thiviers-Jumilhac qui, en octobre 2017 prend le nom de communauté de communes Périgord-Limousin.

### Administration municipale
La population de la commune étant comprise entre 500 et 1 499 habitants au recensement de 2017, quinze conseillers municipaux ont été élus en 2020,.

### Liste des maires
| Période                                  | Période   | Identité                | Étiquette | Qualité             |
| ---------------------------------------- | --------- | ----------------------- | --------- | ------------------- |
| Les données manquantes sont à compléter. |           |                         |           |                     |
|                                          |           |                         |           |                     |
| 1977                                     | 1995      | Yvon Foueytille         |           |                     |
| 1995                                     | 2001      | Jean Grasset            |           |                     |
| mars 2001                                | mars 2008 | Jean Peyromaure de Bord |           | Retraité du CEA     |
| mars 2008 (réélu en mai 2020)            | En cours  | Philippe Gimenez        | SE        | Employé territorial |

## Équipements et services publics

### Eau
En 2024, la commune dépend du Syndicat intercommunal d'alimentation en eau potable (SIAEP) du Nord Est Périgord.

### Enseignement
En 2014, Corgnac-sur-l'Isle, Eyzerac, Saint-Germain-des-Prés et Saint-Jory-las-Bloux sont organisées en regroupement pédagogique intercommunal (RPI) au niveau des classes de primaire.

### Justice
Dans le domaine judiciaire, Corgnac-sur-l'Isle relève : 
- du tribunal judiciaire, du tribunal pour enfants, du conseil de prud'hommes et du tribunal de commerce de Périgueux ;
- du pôle Nationalité du tribunal judiciaire de Périgueux (compétent uniquement dans le domaine de la nationalité) ;
- de la cour d'appel, du tribunal administratif et de la  cour administrative d'appel de Bordeaux.

## Population et société

### Démographie
L'évolution du nombre d'habitants est connue à travers les recensements de la population effectués dans la commune depuis 1793. Pour les communes de moins de 10 000 habitants, une enquête de recensement portant sur toute la population est réalisée tous les cinq ans, les populations de référence des années intermédiaires étant quant à elles estimées par interpolation ou extrapolation. Pour la commune, le premier recensement exhaustif entrant dans le cadre du nouveau dispositif a été réalisé en 2006.

En 2022, la commune comptait 862 habitants, en évolution de +3,11 % par rapport à 2016 (Dordogne : +0,37 %, France hors Mayotte : +2,11 %).
| 1793  | 1800  | 1806  | 1821  | 1831  | 1836  | 1841  | 1846  | 1851  |
| ----- | ----- | ----- | ----- | ----- | ----- | ----- | ----- | ----- |
| 1 170 | 1 047 | 1 039 | 1 249 | 1 268 | 1 241 | 1 222 | 1 251 | 1 283 |

| 1856  | 1861  | 1866  | 1872  | 1876  | 1881  | 1886  | 1891  | 1896  |
| ----- | ----- | ----- | ----- | ----- | ----- | ----- | ----- | ----- |
| 1 282 | 1 342 | 1 401 | 1 260 | 1 254 | 1 263 | 1 211 | 1 389 | 1 104 |

| 1901  | 1906  | 1911  | 1921  | 1926  | 1931  | 1936  | 1946  | 1954  |
| ----- | ----- | ----- | ----- | ----- | ----- | ----- | ----- | ----- |
| 1 122 | 1 071 | 1 243 | 1 341 | 1 237 | 1 227 | 1 281 | 1 095 | 1 067 |

| 1962  | 1968  | 1975 | 1982 | 1990 | 1999 | 2006 | 2011 | 2016 |
| ----- | ----- | ---- | ---- | ---- | ---- | ---- | ---- | ---- |
| 1 044 | 1 021 | 957  | 866  | 888  | 840  | 809  | 797  | 836  |

| 2021 | 2022 | - | - | - | - | - | - | - |
| ---- | ---- | - | - | - | - | - | - | - |
| 854  | 862  | - | - | - | - | - | - | - |

### Manifestations culturelles et festivités
- Important vide-greniers-brocante un dimanche de fin août, le long de l'Isle[66].

## Économie

### Emploi
En 2015, parmi la population communale comprise entre 15 et 64 ans, les actifs représentent 302 personnes, soit 36,7 % de la population municipale. Le nombre de chômeurs (32) a légèrement augmenté par rapport à 2010 (31) et le taux de chômage de cette population active s'établit à 9,4 %.
La commune compte sur son territoire l'attraction du Vélorail de Corgnac-sur-l'Isle.

### Établissements
Au 31 décembre 2015, la commune compte soixante-cinq établissements, dont trente-quatre au niveau des commerces, transports ou services, dix dans l'agriculture, la sylviculture ou la pêche, huit dans la construction, huit relatifs au secteur administratif, à l'enseignement, à la santé ou à l'action sociale, et cinq dans l'industrie.

## Culture locale et patrimoine

### Lieux et monuments
- Château de Laxion, XVe et XVIe siècles, inscrit au titre des monuments historiques depuis 1946[70]. Après deux incendies en 1998 et 2008, il est en cours de restauration[71].
- Église Saint-Front avec crypte sous le sanctuaire[72]. La tour-clocher qui se trouvait au-dessus de la croisée du transept s'est effondrée en mai 1906, entraînant la ruine de la nef et du chœur de l'église. Leur restauration a été rapidement effectuée par l'architecte Dannery.

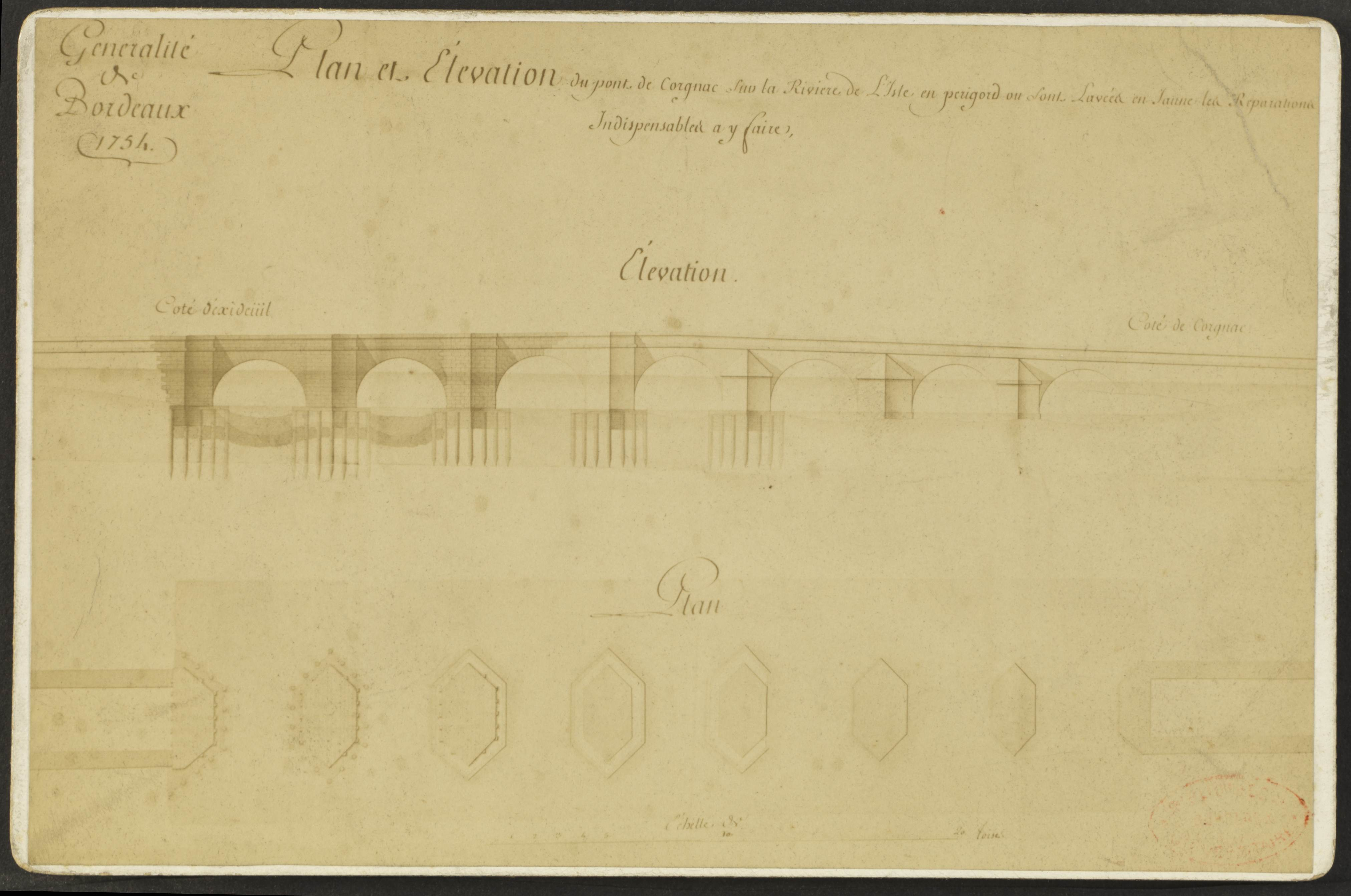
Plan du pont de Corgnac-sur-l'Isle
1754

- Pont de Corgnac-sur-l'Isle. Un premier pont sur l'Isle a été partiellement détruit au cours des guerres de religion. En 1738, Louis-Jean-Charles de Talleyrand, prince de Chalais et marquis d'Excideuil, et Charles Chapt de Rastignac, marquis de Laxion, demandent au roi la réparation de ce pont. L'intendant de la généralité de Bordeaux, Claude Boucher, et son subdélégué à Périgueux ayant reconnu l'utilité de la réparation de ce pont, après visite du lieu par l'ingénieur des ponts et chaussées Claude Vimar[Note 8]. Il est entré à l'École des ponts et chaussées en 1768, un appel d'offres est lancé. Cette réparation est estimée par l'entrepreneur Pierre Noël d'Excideuil à 15 000 livres au lieu des 8 000 livres estimées par l'administration, en 1739. Au moment de l'appel d'offres, l'entrepreneur est Aubin Dumerch avec pour caution Pierre Noël. Ce dernier s'est ensuite substitué comme entrepreneur du pont. Après visite sur le site de l'ingénieur Vimar et l'entrepreneur, une demande d'accord par le Conseil d'État est adressée au directeur des ponts et chaussées pour une réédification du pont. L'accord du Conseil d'État du 20 octobre 1739 est transmis le 18 novembre 1739 avec une imposition des communes sur quatre années pour obtenir cette somme. Les travaux sont terminés en septembre 1743. Pierre Noël s'était adjoint comme maître-appareilleur François Chalimon. Au cours de la construction des modifications ont dû être faites car certaines pierres se sont révélées gélives et les fondations des piles et des culées ont dû être renforcées et des crues ont emporté les batardeaux des piles et les citres des travées. Pierre Noël présente en fin de construction un mémoire réclamant 12 342 livres en plus du prix convenu à l'adjudication. Le changement des pierres avait été demandé par Montastier, architecte et maître-maçon de Périgueux. L'ingénieur Vimar a réduit la réclamation à 4 130 livres dans sa réponse, en 1746. La mauvaise qualité de la construction a entraîné sa ruine rapide. Il a dû être partiellement refait en 1754. Le 29 novembre 1791, le directoire du département a prévu un fonds pour réparer le pont de Corgnac. Le projet est dressé par l'ingénieur Henry et approuvé par l'administration du directoire le 5 juin 1792. Mais ce projet n'a pas été réalisé. De nouvelles demandes de réparations sont faites en 1804, 1809 et 1813. En 1818, une première réparation est faite, puis, en 1820, le grand chemin reliant Angoulême à Brive est transformé en route départementale no 17. La remise en état du pont est faite en 1820-1821 par l'entrepreneur Dulac[73].
- Le monument aux morts inauguré en 1921, surmonté de la statue du Poilu au repos, réalisée par Étienne Camus.

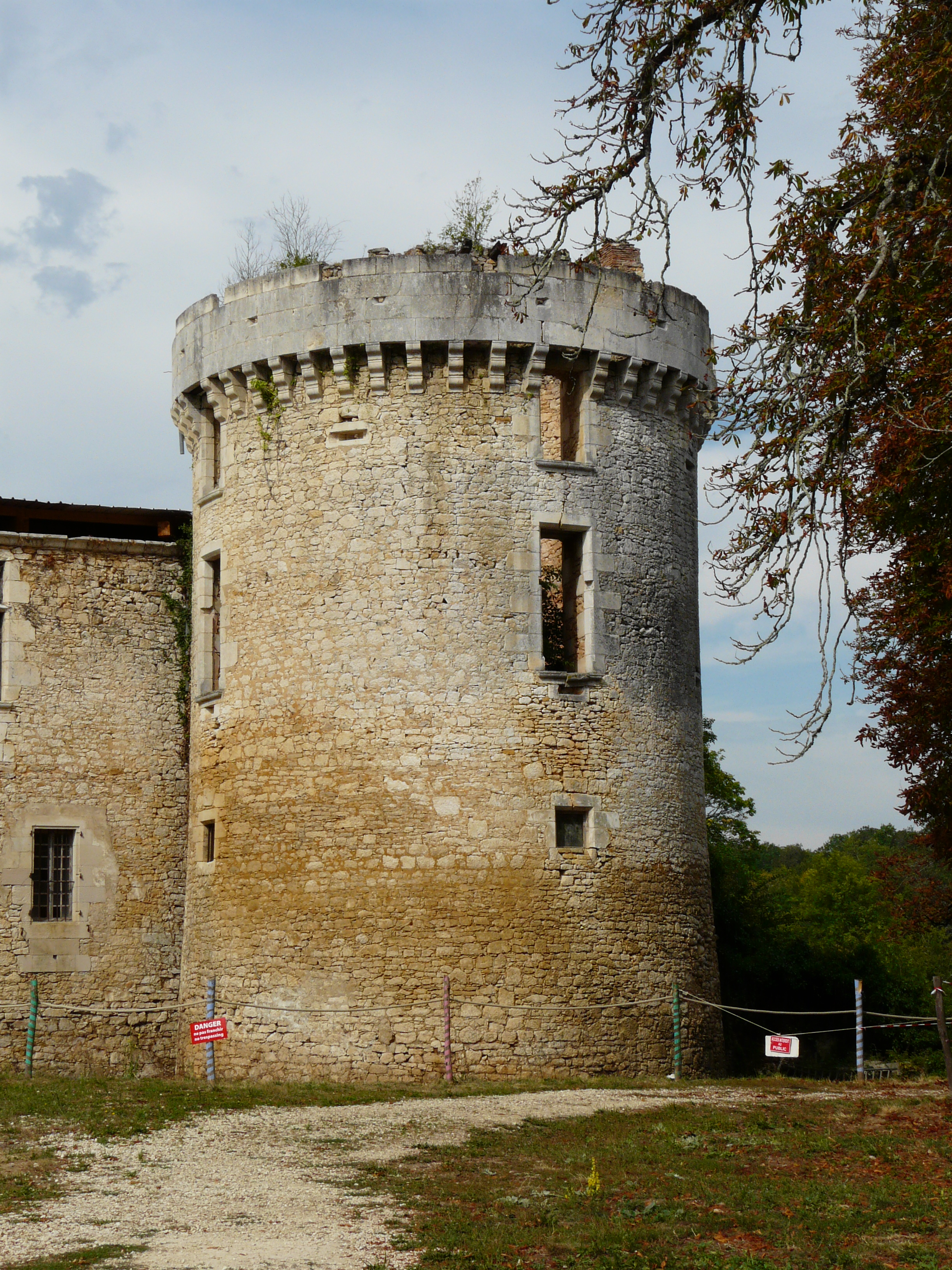
La tour nord du château de Laxion.
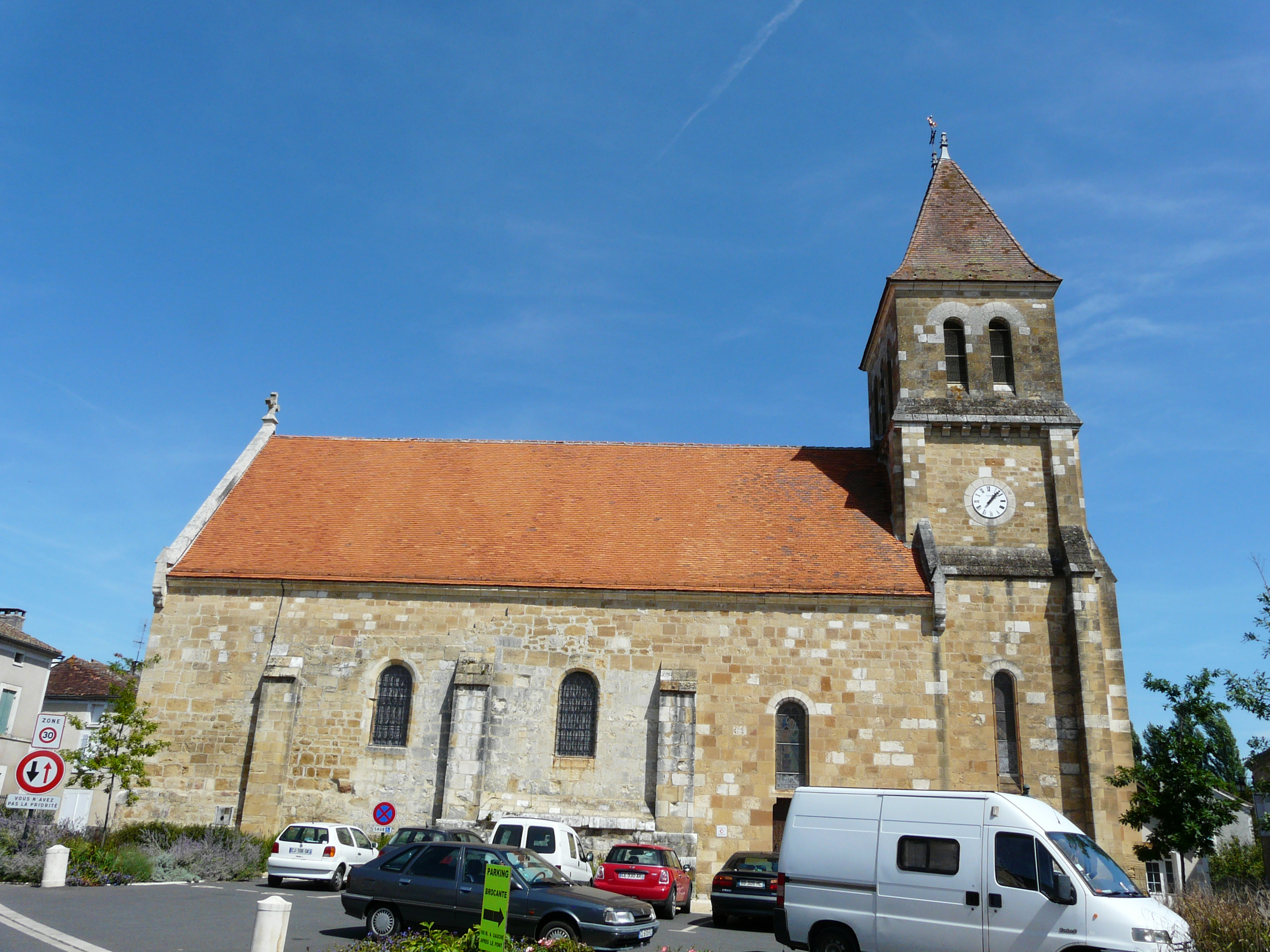
L'église Saint-Front.
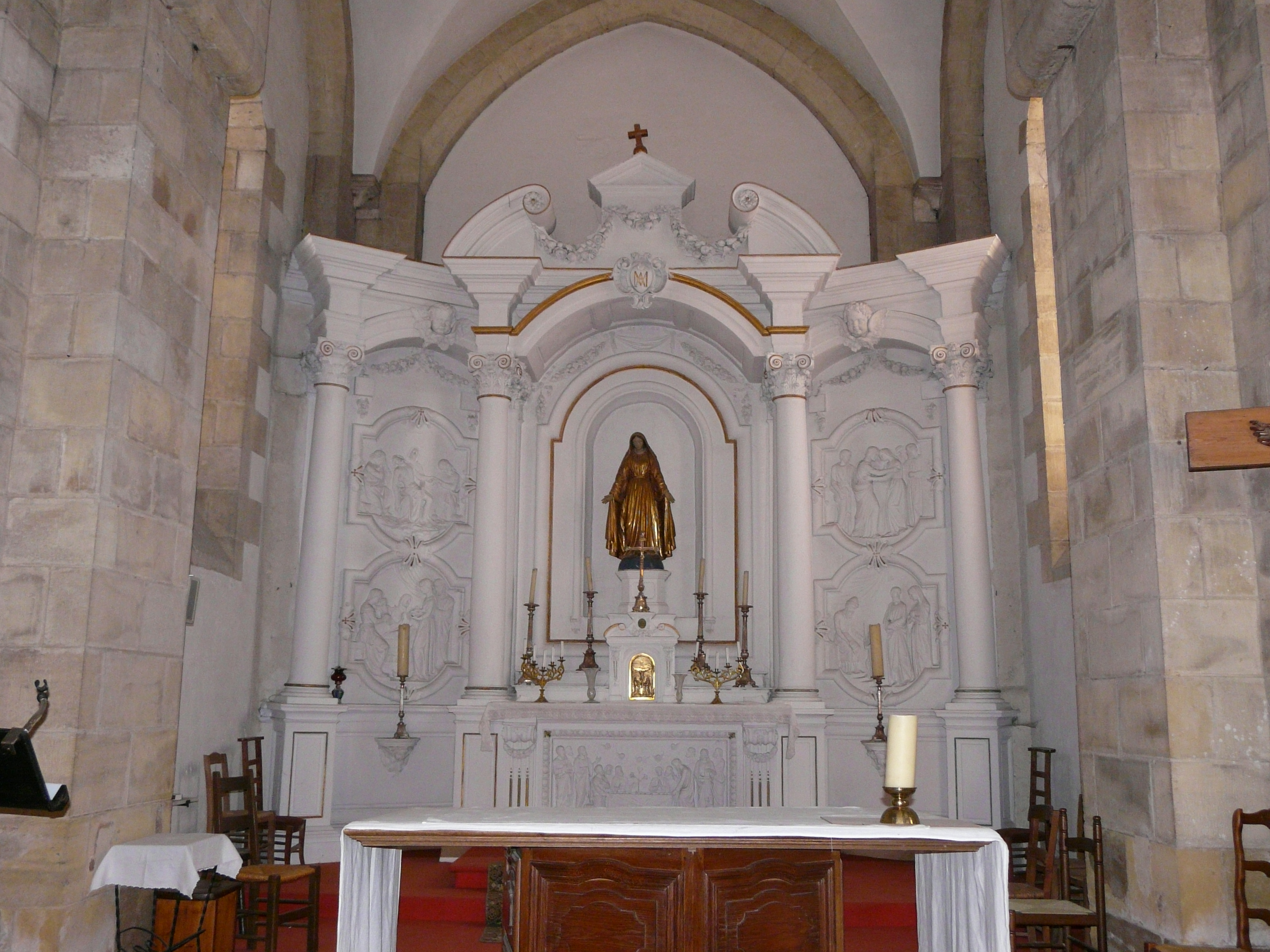
Son chœur et son retable.
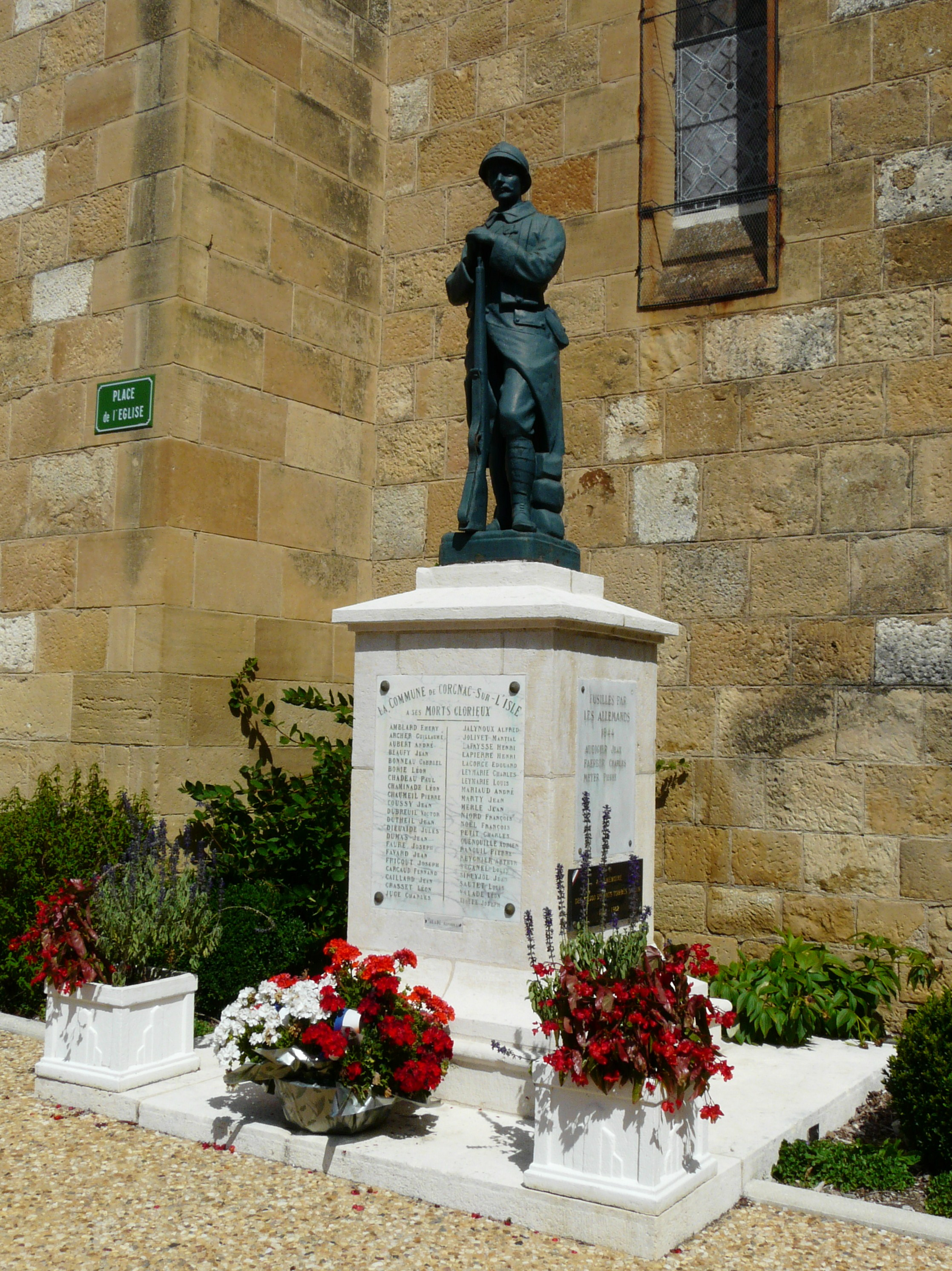
Le monument aux morts.

### Tourisme
En été, il est possible, au départ de Corgnac-sur-l'Isle, d'effectuer une balade à vélorail sur l'ancienne voie de chemin de fer désaffectée de la ligne de Thiviers à Saint-Aulaire, soit sur 11 km aller-retour jusqu'à la gare des Chatignolles (à Thiviers), soit sur 14 km aller-retour jusqu'à Saint-Andrieux (commune de Saint-Germain-des-Prés). Opéré par Daniel Claret, retraité de la SNCF et président de la Fédération des vélorails de France, ce vélorail du Périgord Vert, appelé aussi vélorail de Corgnac-sur-l'Isle, permet de se rendre à Saint-Andrieux, au départ de la gare de Corgnac, en faisant 14 km aller retour en vélorail à assistance électrique,.

### Personnalités liées à la commune
Fernand Albert Laval (1886-1966), peintre de paysages

## Pour approfondir